# Таллекс (хокейний клуб)
«Таллекс» (ест. Talleks) — естонський хокейний клуб з міста Таллінна, сформований виробничим об'єднанням «Таллекс». До утворення ПО в 1975 році підприємство мало назву Талліннський екскаваторний завод, і клуб називався «Екскаватор» (ест. Ekskavaator). З 1967 року стадіоном клубу була льодова арена при підприємстві. Золота медаль чемпіонатів ЕРСР у 1963, 1966, 1978 та 1981 роках. Незабаром після приватизації «Таллекса» 1992 року клуб припинив існування.

## Історія
Історія клубу починалася навесні 1959 року, коли в Таллінні проходив турнір у класі Б в рамках 13-го чемпіонату СРСР. На Талліннський екскаваторний завод виникла ідея про створення свого хокейного клубу. Клуб, названий «Екскаватор», був створений наступного року з ініціативи Уно Вескі (ест. Uno Veski), який став керівником та тренером команди. Першими гравцями клубу стали працівники заводу.
Незабаром були досягнення на республіканському рівні: в 1962 році команда стала срібним призером, а в 1963 році завоювала першу для себе золоту медаль в чемпіонаті республіки. З того часу команда постійно займала місця у першій трійці республіканських чемпіонатів. Наступна золота медаль була завойована в 1966 році, потім - в 1978 і 1981 роках.
Команда «Таллекс» («Екскаватор») регулярно брала участь у турнірах другої та першої ліги чемпіонатів СРСР.
У літній час команда відчувала брак місця для тренувань, і підприємство пішло їй назустріч. З ініціативи директора заводу Е. Інноса (котрий обіймав посаду голови Естонської хокейної ліги Естонії), комерційного директора заводу Кальо Лаурі (ест. Kaljo Lauri), одночасно голова президії республіканської федерації фігурного катання) і Уно Вески на території заводу (з боку Палдіскі маантее (Палдіського шосе)) було побудовано льодовий стадіон зі штучним льодом, що працював сім місяців на рік. Відкриття стадіону відбулось 17 листопада 1967 року. Стадіон використовувався як командою заводу, і іншими хокейними командами міста. Крім того, на стадіоні проводилися тренування та змагання з фігурного катання, на ньому також тренувалися спортсмени-початківці та любителі. Команда підприємства організовувала на стадіоні іменні турніри, в яких брали участь команди з різних міст та республік СРСР: з Москви, Ленінграда, Києва.
Останнім досягненням команди стала срібна медаль республіканського чемпіонату 1990 року. ВО «Таллекс» припинило своє існування слідом за приватизацією у 1992 році, а разом з ним зник і хокейний клуб «Таллекс». Льодовий стадіон було здано в оренду, а на початку 2000-х років було закрито та знесено. Станом на початок 2010-х років на його місці знаходиться автомобільний центр.

## Досягнення
- Золота медаль чемпіонату Естонії (4): 1963, 1966, 1978, 1981.
- Срібна медаль чемпіонату Естонії (12): 1962, 1965, 1972—1973, 1975—1976, 1979, 1982—1985, 1990.
- Бронзова медаль чемпіонату Естонії (7): 1964, 1969, 1971, 1974, 1980, 1986-1987.